# Медаль Г'юза

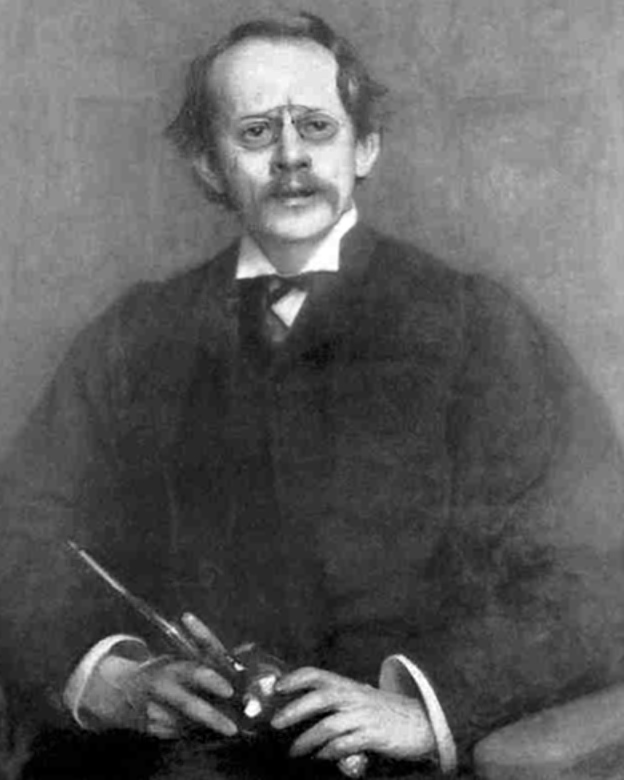
Джозеф Томсон першим отримав медаль Г'юза у 1902 році «За великий внесок у науку про електрику»

Медаль Г'юза (англ. Hughes Medal) — нагорода Лондонського королівського товариства, яку присуджують «За оригінальні відкриття в галузі фізичних наук, особливо пов'язаних з виробництвом, зберіганням і використанням енергії». Заснована на честь винахідника Девіда Г'юза.
Вперше медаль була вручена у 1902 році, її отримав Джозеф Томсон «За великий внесок у науку про електрику». Відтоді вона вручалася щорічно, лише у 1924 та у 2009 роках з невідомої причини ніхто не був удостоєний медалі. На відміну від інших нагород Лондонського королівського товариства, медаль Г'юза ніколи не присуджували двічі одному і тому ж лауреату.
Були випадки, коли медаль присуджували одночасно декільком ученим: у 1938 році Джону Кокрофту та Ернесту Волтону, у 1981 році Пітеру Хіггсу та Томасу Кібблу, у 1982 році її отримали Драммонд Метьюз та Фредерік Вайн, а у 1988 році Арчибальд Гоуї та Майкл Вілан.
Нагороду присуджують громадянам країн Співдружності націй та Ірландії, або ж іноземним вченим, що працюють у них не менше трьох років. Медаль виконана зі срібла із позолотою і супроводжується грошовою премією в розмірі 1000 фунтів.

## Лауреати
| Рік  | Прізвище                                       | Обґрунтування | Примітки     |
| ---- | ---------------------------------------------- | --- | ------------ |
| 1902 | Джозеф Джон Томсон                             | «За його великий внесок в електричну науку, особливо щодо явищ електричного розряду в газі» | [ 2 ]        |
| 1903 | Йоганн Вільгельм Гітторф                       | «За довготривалі експериментальні дослідження електричного розряду в рідинах і газах» | [ 3 ]        |
| 1904 | Джозеф Вілсон                                  | «За винахід лампи розжарення та інші винаходи та вдосконалення в галузі практичного застосування електрики» | [ 4 ]        |
| 1905 | Августо Рігі                                   | «За експериментальні дослідження в електричній науці, у тому числі в галузі електричних коливань» | [ 5 ]        |
| 1906 | Герта Маркс Айртон                             | «За експериментальні дослідження електричної дуги» | [ 6 ]        |
| 1907 | Ернест Говард Гріффітс                         | «За внесок у точні фізичні вимірювання» | [ 7 ]        |
| 1908 | Юджин Гольдштейн                               | «За відкриття природи електричного розряду в розріджених газах» | [ 8 ]        |
| 1909 | Річард Тетлі Глейзбрук                         | «За дослідження електричних стандартів» | [ 9 ] [ 10 ] |
| 1910 | Джон Амброз Флемінг                            | «За дослідження в електроенергетиці та електричних вимірюваннях» | [ 11 ]       |
| 1911 | Чарльз Томсон Різ Вільсон                      | «За дослідження ядер у знепиленому повітрі та дослідженні іонів у газах та атмосферної електрики» | [ 12 ]       |
| 1912 | Вільям Дадделл                                 | «За дослідження в області технічної електрики» | [ 13 ]       |
| 1913 | Александер Грем Белл                           | «За його внесок у винахід телефону, і особливо у будову телефонної трубки» | [ 14 ]       |
| 1914 | Джон Сілі Таунсенд                             | «За дослідження електричної індукції в газах» | [ 15 ]       |
| 1915 | Поль Ланжевен                                  | «За важливий внесок в електричну науку» | [ 16 ]       |
| 1916 | Еліу Томсон                                    | «За дослідження в галузі експериментальної електроенергетики» | [ 17 ]       |
| 1917 | Чарльз Гловер Баркла                           | «За дослідження пов'язані із рентгенівським випромінюванням» | —            |
| 1918 | Ірвінг Ленгмюр                                 | «За дослідження в галузі молекулярної фізики» | [ 18 ]       |
| 1919 | Чарлз Крі                                      | «За дослідження в галузі земного магнетизму» | [ 19 ]       |
| 1920 | Овен Вільямс Річардсон                         | «За роботи в експериментальній фізиці, і особливо в терміоніці» | [ 20 ]       |
| 1921 | Нільс Бор                                      | «За дослідження в галузі теоретичної фізики» | [ 21 ]       |
| 1922 | Френсіс Вільям Астон                           | «За відкриття ізотопів великого числа елементів методом позитивних променів» | [ 22 ]       |
| 1923 | Роберт Ендрус Міллікен                         | «За визначення заряду електрона і інших фізичних констант» | [ 23 ]       |
| 1924 | Не нагороджували                               | — | —            |
| 1925 | Френк Едвард Сміт                              | «За визначення фундаментальних електричних одиниць і за дослідження в технічній електроенергетиці» | [ 24 ]       |
| 1926 | Генрі Джексон (фізик)                          | «За роботи в наукових дослідженнях радіотелеграфії та її застосування у навігації» | [ 25 ]       |
| 1927 | Вільям Кулідж                                  | «За дослідження рентгенівських променів і розвиток високоефективного апарата для їх виробництва» | [ 26 ]       |
| 1928 | Моріс де Бройлі                                | «За дослідження спектру рентгенівських променів» | [ 27 ]       |
| 1929 | Ганс Вільгельм Гейгер                          | «За винахід і розробку методів підрахунку альфа та бета-частинки» | [ 28 ]       |
| 1930 | Чандрасекара Венката Раман                     | «За дослідження абнормального розсіювання світла» | [ 29 ]       |
| 1931 | Вільям Лоренс Брегг                            | «За піонерські роботи по вивченню кристалічної будови із використанням рентгенівських променів» | [ 30 ]       |
| 1932 | Джеймс Чедвік                                  | «За дослідження радіоактивності» | [ 31 ]       |
| 1933 | Едвард Віктор Епплтон                          | «За дослідження ефекту шару Хевісайда при передачі сигналів бездротового зв'язку» | [ 32 ]       |
| 1934 | Манне Сігбан                                   | «За роботу як фізика і техніка у вивченні довгохвильових рентгенівських променів» | [ 33 ]       |
| 1935 | Клінтон Джозеф Девіссон                        | «За роботи, які привели до відкриття фізичного існування електронних хвиль за допомогою досліджень з відбиття електронів від кристалічних площин нікелю та інших металів» | [ 34 ]       |
| 1936 | Вальтер Шотткі                                 | «За відкриття в ефекту Шрота в термоелектронній емісії та винаходу екранної сітки тетрода і способу супергетеродинного прийому бездротових сигналів» | [ 35 ]       |
| 1937 | Ернест Орландо Лоуренс                         | «За роботу з розвитку циклотрона і його застосування для дослідження ядерного розпаду» | [ 36 ]       |
| 1938 | Джон Дуглас Кокрофт Ернест Томас Синтон Волтон | «За дослідження розпаду ядра при бомбардуванні штучно створеними частинками» | [ 37 ]       |
| 1939 | Джордж Паджет Томсон                           | «За низку важливих відкриттів пов'язаних з дослідженням явища дифракції електронів» | [ 38 ]       |
| 1940 | Артур Комптон                                  | «За відкриття ефекту Комптона та за роботи по вивченню космічних променів» | [ 39 ]       |
| 1941 | Невілл Френсіс Мотт                            | «За плідне використання принципів квантової теорії у багатьох галузях фізики, особливо в галузі ядерної фізики, теорії колізій, фізики металів та в теорії фотоемульсій» | [ 40 ]       |
| 1942 | Енріко Фермі                                   | «За його видатний внесок у розуміння електричної будови речовини, роботи в галузі квантової теорії та експериментальних досліджень нейтрона» | —            |
| 1943 | Марк Оліфант                                   | «За його видатні роботи в галузі ядерної фізики і оволодіння методами створення та застосування високих потенціалів» | [ 41 ]       |
| 1944 | Джордж Фінч(хімік)                             | «За фундаментальний внесок у вивчення структури і властивостей поверхонь, а також за важливу роботу з дослідження електричного пробою в газах» | [ 42 ]       |
| 1945 | Базил Шонланд                                  | «За роботу по дослідженні атмосферної електрики та інші фізичні дослідження» | [ 43 ]       |
| 1946 | Джон Рендалл                                   | «За видатні дослідження флуоресцентних матеріалів та генерування високочастотного електромагнітного випромінювання» | —            |
| 1947 | Фредерік Жоліо-Кюрі                            | «За видатний внесок у галузі ядерної фізики, зокрема, відкриття штучної радіоактивності і емісії нейтронів у процесі ділення» | [ 44 ]       |
| 1948 | Роберт Ватсон-Ватт                             | «За видатний внесок у розвиток фізики атмосфери та удосконалення радара» |              |
| 1949 | Сесіль Френк Павелл                            | «За видатні роботи по фотографуванню слідів частинок, та дослідження пов'язані з відкриттям мезонів і їх трансформації» | [ 45 ]       |
| 1950 | Макс Борн                                      | «За внесок у теоретичну фізику в цілому та, зокрема, у розвиток квантової механіки» | [ 46 ]       |
| 1951 | Гендрік Крамерс                                | «За видатні роботи з квантової теорії, зокрема її застосування при вивченні оптичних і магнітних властивостей речовини» | —            |
| 1952 | Філіп Ді                                       | «особливо за видатні дослідження по розпаду атомних ядер, зокрема, з використанням методу камери Вільсона» | —            |
| 1953 | Едвард Баллард                                 | «За його важливий внесок у розвиток теоретичної та експериментальної фізики Землі» | [ 47 ]       |
| 1954 | Мартін Райл                                    | «За видатні та оригінальні експериментальні дослідження в радіоастрономії» | [ 48 ]       |
| 1955 | Гаррі Стюарт Мессі                             | «За видатний внесок в атомну і молекулярну фізику, особливо щодо зіткнень, пов'язаних з утворенням і рекомбінацією іонів» | —            |
| 1956 | Фредерік Ліндеманн                             | «За видатні роботи в багатьох галузях: формула температури плавлення, теорія теплоємності, іонізація зірок, дослідження метеорів і інверсії температури в стратосфері» | [ 49 ]       |
| 1957 | Джозеф Праудмен                                | «За видатні роботи в галузі океанографії» | [ 50 ]       |
| 1958 | Едвард Андреде                                 | «За видатний внесок у багатьох галузях класичної фізики» | —            |
| 1959 | Брайан Піппард                                 | «За видатний внесок у галузі фізики низьких температур» | —            |
| 1960 | Джозеф Лейд Позі                               | «За видатний внесок у радіоастрономію, вивчення як сонячного так і космічного випромінювання» | —            |
| 1961 | Алан Коттрелл                                  | «За видатні роботи у вивченні фізичних властивостей металів, особливо пов'язаних з механічною деформацією та впливом опромінення» | [ 51 ]       |
| 1962 | Бребіс Блінні                                  | «За видатні дослідження електричних і магнітних явищ та їх кореляції з атомними та молекулярними властивостями» | [ 52 ]       |
| 1963 | Фредерік Калланд Вільямс                       | «За видатні роботи по створенні перших комп'ютерів» | —            |
| 1964 | Абдус Салам                                    | «За його видатний внесок у квантову механіку і теорію елементарних частинок» | [ 53 ]       |
| 1965 | Деніс Вілкінсон                                | «За значні експериментальні та теоретичні дослідження в галузі ядерної структури та фізики високих енергій» | —            |
| 1966 | Ніколас Кеммер                                 | «За численні відкриття, що мають важливе значення в теоретичній ядерній фізиці» | [ 54 ]       |
| 1967 | Курт Мендельсон                                | «За видатний внесок у фізику низьких температур, особливо відкриття в надпровідності та надтекучості» | [ 55 ]       |
| 1968 | Фрімен Дайсон                                  | «За видатні фундаментальні роботи в галузі теоретичної фізики, і особливо квантової електродинаміки» | [ 56 ]       |
| 1969 | Ніколас Курті                                  | «За його видатні роботи в галузі фізики низьких температур і термодинаміки» | [ 57 ]       |
| 1970 | Девід Бейтс                                    | «За видатний внесок у теорію атомної та молекулярної фізики та її застосування у фізиці атмосфери, фізиці плазми і астрофізиці» | [ 58 ]       |
| 1971 | Роберт Генбері Браун                           | «За видатну роботу в розробці нової форми зоряного інтерферометра, кульмінацією стало спостереження альфи Діви» | [ 59 ]       |
| 1972 | Браян Девід Джозефсон                          | «особливо за відкриття дивовижних властивостей з'єднань між надпровідними матеріалами» | [ 60 ]       |
| 1973 | Пітер Гірш                                     | «За видатні заслуги у розвитку електронного мікроскопа техніки тонкої плівки для вивчення кристалічних дефектів і його застосування до дуже широкого кола проблем у галузі матеріалознавства та металургії» | [ 61 ]       |
| 1974 | Пітер Фоулер                                   | «За видатний внесок у вивчення космічних променів та фізики елементарних частинок» | [ 62 ]       |
| 1975 | Річард Далітц                                  | «За видатний внесок у вивчення теорії основних частинок матерії» | [ 63 ]       |
| 1976 | Стівен Гокінг                                  | «За видатний внесок у застосування загальної теорії відносності до астрофізики» | [ 64 ]       |
| 1977 | Ентоні Г'юїш                                   | «За видатний внесок у радіоастрономію, у тому числі відкриття та ідентифікацію пульсарів» | [ 65 ]       |
| 1978 | Вільям Кохран                                  | «За новаторський внесок у рентгенівську кристалографію, робота зробила глибокий вплив на її розвиток і застосування» | [ 66 ]       |
| 1979 | Роберт Джозеф Патон Вільямс                    | «За видатні дослідження конформації комп'ютерних молекул у розчині за допомогою ядерного магнітного резонансу» | [ 67 ]       |
| 1980 | Френсіс Фарлі                                  | «За надточні вимірювання магнітного моменту мюона, ретельне дослідження квантової електродинаміки і про природу мюона» | —            |
| 1981 | Пітер Хіггс Томас Кіббл                        | «За міжнародний внесок про дослідження спонтанного порушення фундаментальних симетрій у теорії елементарних частинок» | [ 68 ]       |
| 1982 | Драммонд Метьюз Фредерік Вайн                  | «За вивчення магнітних властивостей океанських поверхонь» | [ 69 ]       |
| 1983 | Джон Клайв Ворд                                | «За дуже важливий і оригінальний внесок у квантову теорію поля, зокрема, тотожність Ворда та теорію слабких взаємодій Салама-Ворда» | [ 70 ]       |
| 1984 | Рой Керр                                       | «За видатні роботи з теорії відносності, особливо за відкриття так званої чорної діри Керра» | [ 71 ]       |
| 1985 | Тоні Скайрм                                    | «За внесок у теорію частинок і ядерну фізику» | —            |
| 1986 | Майкл Вулфсон                                  | «За створення алгоритмів, включаючи MULTAN і SAYTAN, які використовуються у всьому світі, щоб визначити більшість зареєстрованих кристалічних структур» | —            |
| 1987 | Майкл Пеппер                                   | «За чисельні важливі експериментальні дослідження фундаментальних властивостей напівпровідників особливо маломірних систем, де були виявлені деякі з незвичайних властивостей, таких як локалізація електронів і квантовий ефект Холла»                                                                            | —            |
| 1988 | Арчибальд Хоуї Майкл Вілан                     | «За внесок у теорію дифракції електронів і мікроскопію, та його застосування при вивченні дефектів ґратки в кристалах» | —            |
| 1989 | Джон Стюарт Белл                               | «За видатний внесок у розуміння структури та інтерпретації квантової теорії, зокрема демонструючи унікальну природу її прогнозів» | [ 72 ]       |
| 1990 | Томас Джордж Кавлінг                           | «За фундаментальний внесок у теоретичну астрофізику, включаючи теоретичні дослідження ролі електромагнітної індукції в космічних системах» | [ 73 ]       |
| 1991 | Філіп Мун                                      | «За внесок у трьох основних сферах науки — ядерній фізиці, відкриття гамма-випромінювання резонансів, а також використання зустрічних молекулярних пучків для вивчення хімічних реакцій» | [ 74 ]       |
| 1992 | Майкл Сітон                                    | «За теоретичні дослідження в атомній фізиці і керівництво проєктом Opacity» | [ 70 ]       |
| 1993 | Джордж Ісаак                                   | «За новаторське використання методів резонансного розсіювання, для того щоб зробити надзвичайно точні вимірювання доплеровської швидкості в фотосфері Сонця» | [ 75 ]       |
| 1994 | Роберт Чемберс                                 | «За значний внесок у фізику твердого тіла, зокрема, геніальний і технічно складний експеримент, який перевіряє ефект Ахоронова-Бома про поведінку заряджених частинок у магнітних полях» | —            |
| 1995 | Девід Шонберг                                  | «За дослідження електронної структури твердих тіл, зокрема за рахунок використання методів низьких температур» | —            |
| 1996 | Аміянд Букінгем                                | «За внесок у хімічну фізику, зокрема в галузі нелінійної оптики, проблем, пов'язаних із поляризованістю атома гелію» | [ 76 ]       |
| 1997 | Ендрю Ленг                                     | «За фундаментальну роботу в галузі фізики дифракції рентгенівських променів і за розробку методів рентгенівської топографії, зокрема у вивченні дефектів у кристалічних структурах» | [ 77 ]       |
| 1998 | Реймонд Гайд                                   | «За видатні експериментальні і теоретичні дослідження гідродинаміки обертових рідин і застосування таких фундаментальних досліджень для розуміння рухів в атмосфері» | [ 78 ]       |
| 1999 | Александер Боксенберг                          | «За знакові відкриття про природу активних ядер галактик, фізики міжгалактичної середовища і міжзоряного газу в первинних галактиках. Також за винятковий внесок у розвиток астрономічного приладобудування, включаючи систему зображення Photon, що дало потужний імпульс оптичній астрономії у Великій Британії» | [ 79 ]       |
| 2000 | Чінтамані Рао                                  | «За його внесок у галузі хімії матеріалів, зокрема вивчення електронних і магнітних властивостей оксидів перехідних металів і високотемпературних надпровідників. Його робота була джерелом натхнення для цілого покоління індійських учених»                                                                      | [ 80 ]       |
| 2001 | Джон Песіка                                    | «За внесок у розвиток нанометра і механіки атомного рівня. Він придумав і розробив техніку наноіндентування тим самим зробив революцію в механічних характеристиках ультра-малих обсягів речовини. Це спричинило великий вплив на галузі, пов'язані із тонкоплівковими технологіями та технологіями покриття»      | [ 81 ]       |
| 2002 | Александер Далгарно                            | «За внесок у теорію атомного та молекулярного процесу, і, зокрема її застосування у астрофізиці» | —            |
| 2003 | Пітер Едвардс                                  | «За видатні роботи в галузі хімії твердого тіла. Він зробив конструктивний внесок у таких галузях як надпровідність і поводження наночастинок металів, і значно розширив наше розуміння феноменології переходу метал-ізолятор»                                                                                     | [ 82 ]       |
| 2004 | Джон Кларк (фізик)                             | | —            |
| 2005 | Кейт Моффатт                                   | «За внесок у розуміння магнітогідродинаміки, особливо в механізмах, що визначають, як магнітні поля можуть розвиватися з низького рівня фону до істотної амплітуди» | [ 83 ]       |
| 2006 | Майкл Келлі                                    | «За роботи в галузі фундаментальної фізики електронного транспорту і створення практичних електронних пристроїв, які можуть бути розгорнуті в передових системах» | —            |
| 2007 | Артур Екерт                                    | «За новаторську роботу з квантової криптографії та важливий внесок у теорію квантових обчислень і інші галузі квантової фізики» | [ 84 ]       |
| 2008 | Мішель Догерті                                 | «За інноваційне використання даних магнітного поля, яке привела до відкриття атмосфери навколо одного з супутників Сатурна» | —            |
| 2010 | Андрій Костянтинович Гейм                      | «За революційне відкриття графену та вивчення його надзвичайних властивостей» | [ 85 ]       |
| 2011 | Метью Россинскі                                | «За значні відкриття в галузі синтетичної хімії твердого тіла, електронних матеріалів і нових мікропористих структур» | [ 86 ]       |
| 2013 | Геннінґ Сиррінґгауз                            | «За новаторський розвиток струменевих процесів друку для органічних напівпровідникових приладів, і різке поліпшення їх функціонування та ефективності» | [ 87 ]       |
| 2015 | Джордж Ефстатіу                                | «За численні видатні внески в наше розуміння раннього Всесвіту» |              |
| 2017 | Пітер Брюс                                     | |              |
| 2018 | Джеймс Роберт Дюррант                          | |              |
| 2019 | Ендрю Іен Купер                                | |              |
| 2020 | Клер Ґрей                                      | |              |
| 2021 | Джон Ірвайн                                    | |              |
| 2022 | Саїфул Іслам                                   | |              |